# China Communications Construction Company
China Communications Construction Company (CCCC), (kinesiska: 中国交通建设股份有限公司, Zhōngguó Jiāotōng Jiànshè) är ett statligt börsnoterat kinesiskt 
anläggnings- och byggnadsföretag. Det bygger vägar, broar, tunnlar, järnvägar, tunnelbanor, flygplatser och hamnar. 
Företaget bildades 2005 genom en fusion av China Road and Bridge Corporation och China Harbour Engineering Co. CCCC noterades på Hongkongbörsen och därefter på börsen i Shanghai 2012.
Det statliga China Communications Construction Group (CCCG) har 63,8 procent av företagets aktier. Denna ligger under State-owned Assets Supervision and Administration Commission of the State Council, en kommission under Kinas statsråd.
China Communications Construction Company har flera stora dotterbolag, bland andra det börsnoterade verkstadsföretaget ZPMC i Shanghai, som tillverkar containerkranar, grensletruckar, portalkranar och annan utrustning för hamnar, samt offshorefartyg, oljeplattformar, stålbroar och andra stora stålkonstruktioner.

## Världsbanken och China Communications Construction Company
Världsbanken beslöt i januari 2009 om sanktioner mot China Communications Construction Company och alla dess dotterbolag för bedrägligt beteende i samband med anbudsgivning för ett vägbyggnads- och vägunderhållsprojekt i Filippinerna. Företagsgruppen kunde därmed inte utföra uppdrag inom något världsbanksfinansierat projekt under åtta år fram till januari 2017.

## Kontrovers om projekt i Sydkinesiska sjön
Anklagelser om China Communications Construction Companys medverkan i anläggande av militärbaser på rev i Sydkinesiska sjön, om vilka det råder konflikt om ägandeskap, har lett till begäran av ledamöter i den amerikanska kongressen om sanktioner. Detta ledde i sin tur till att bolaget tvingades inställa en planerad börsintroduktion av sitt muddringsdotterbolag på Hongkongbörsen 2015.
Ett av dessa rev är Mischief Reef, som tidigare legat under vattennivån, utom under lågvatten. Beträffande detta rev anses China Communications Construction Companys dotterbolag CCCC Dredging ha muddrat för att skapa en ö på revet, vilken i sin tur påbyggts med militära installationer för flygtrafik. Permanenta skiljedomstolen i Haag har fastställt att Filippinerna har exklusiv rätt till revet, eftersom det ligger inom landets exklusiva ekonomiska zon på 200 sjömil. Den fastställde att Kina brutit mot 1982 års FN-konvention om Law of the Sea genom att inkräkta på Filippinernas rättigheter och att Kina orsakat permanent skada på korallrevets ekosystem.

## China Communications Construction Company i Sverige
China Communications Construction Company och det i Hongkong registrerade Sunbase International Holdings presenterade i november 2017 en diskussion om att bygga och äga en containerhamn i Brofjorden i Lysekils kommun, anslutande vägar och järnvägar samt en angränsande industrizon av kinesisk modell. Dessa planer lades dock ned 2018.

## Projekt i urval
- Danyang–Kunshanbron, Kina
- Hongkong–Zhuhai–Macaubron
- Sutongbron, Kina
- Suramadubron, Indonesien
- Dugebron, Kina
- Longjiangbron, Yunnan, Kina
- Qingshuibron, Kina
- Donghaibron, Kina
- Bron över Hangzhoubukten, Kina
- Karakoramvägen mellan Pakistan och Kina
- Mombasa–Nairobi Standard Gauge Railway, Kenya